# André Champagne (historien)
 (décembre 2017).
Si vous disposez d'ouvrages ou d'articles de référence ou si vous connaissez des sites web de qualité traitant du thème abordé ici, merci de compléter l'article en donnant les références utiles à sa vérifiabilité et en les liant à la section « Notes et références ».
Pour les articles homonymes, voir André Champagne et Champagne.
André Champagne est un enseignant et vulgarisateur de l'histoire québécois. Retraité en juin 2012 du Collège Jean-de-Brébeuf, il diffuse des chroniques historiques dans les médias québécois et donne des conférences au grand public. Il s'intéresse à l'histoire du XXe siècle et en particulier à la révolution russe et à l'histoire de l'URSS, mais n’a jamais publié sur le sujet.
Il détient un baccalauréat spécialisé et une maîtrise en histoire (Université de Montréal); il a enseigné l’histoire pendant 34 ans au Collège Jean-de-Brébeuf. Chargé de cours à l’Université du Québec à Montréal, il a également donné plus de 250 conférences à la Fondation culturelle Jean-de-Brébeuf et aux Belles Soirées de l’Université de Montréal. Animateur de l’émission Au fil du temps (chaîne culturelle de Radio-Canada, 1990-1994), il a mené des entrevues avec des historiens de réputation internationale qui ont été publiées dans une série de sept recueils (Entretiens avec l’Histoire, Septentrion, 1996). 
Chroniqueur historique à l’émission Pourquoi pas dimanche? de 1998 à 2011, il est aussi chroniqueur à Aujourd’hui l’histoire sur ICI Radio-Canada Première et professeur à l’École nationale de théâtre du Canada.
Sur le canal Historia, il a été chroniqueur pour Histoire à la une avec Claude Charron et Jacques Lacoursière. Il a aussi invité occasionnel par Marie-France Bazzo sur Indicatif présent.